# 赤沢亀四郎
赤沢 亀四郎（あかざわ かめしろう、1901年〈明治34年〉7月9日 - 1962年〈昭和37年〉10月24日）は、岡山県岡山市出身の実業家。元赤沢農機具製作所代表取締役社長。元岡山県観光連盟会長。

## 来歴
1901年（明治34年）7月、岡山市に生まれる。関西中学（現・関西高校）へ進学するも中退する。
大正末期から昭和初期にかけて農機具製造工場を経営する。1943年（昭和18年）、三菱重工業水島航空機製作所の協力工場として治見工具製作所を設立する。1945年、設備を統合し、赤沢農機具製作所として発足し、社長を務めた。
その後、昭和倉庫、岡山糧肥、日本興油工業、岡山会館、光南台観光開発、岡山空港ビル社長、ニッコー産業会長を務め、当時、岡山県経済界の重鎮と呼ばれた。
また、岡山県の観光振興にも尽力し、岡山県観光連盟会長、日本観光協会中国支部長を歴任した。
1962年10月24日死去。享年62。